# Harold Muller
Harold Muller   (Dunsmuir, 12 de juny de 1901 - Berkeley, 17 de maig de 1962) va ser un atleta, especialista en el salt d'alçada, i jugador i entrenador de futbol americà estatunidenc que va competir en els anys posteriors a la Primera Guerra Mundial.
Muller estudià primer a la San Diego High School i posteriorment a la Universitat de Califòrnia a Berkeley, on destacà com a jugador de futbol americà en la posició de línia defensiu exterior, i atleta. El 1920 va prendre part en els Jocs Olímpics d'Anvers, on va guanyar la medalla de plata en la prova del salt d'alçada del programa d'atletisme.
Entre 1923 i 1925 va fer de segon entrenador de futbol americà i el 1926 fitxà pels Los Angeles Buccaneers, amb qui fou jugador-entrenador durant una temporada. Posteriorment Muller exercí de cirurgià ortopèdic. Durant la Segona Guerra Mundial va servir a l'Army Medical School de l' Exèrcit amb el rang de major, i el 1956 va ser el metge en cap de l'equip Olímpic dels Estats Units.

## Millors marques
- salt de llargada. 7,22 m (1922)
- salt d'alçada. 1,93m (1921)[3][4]